# Tijucas (ort)
Tijucas är en ort i Brasilien.   Den ligger i kommunen Tijucas och delstaten Santa Catarina, i den södra delen av landet, 1 300 km söder om huvudstaden Brasília. Tijucas ligger 5 meter över havet och antalet invånare är 22 481.
Terrängen runt Tijucas är platt åt sydväst, men norrut är den kuperad. Havet är nära Tijucas åt sydost.Närmaste större samhälle är Itapema, 16,9 km norr om Tijucas. 